# Euler-Eytelwein-Formel
Die Euler-Eytelwein-Formel, auch Seilreibungsformel genannt, wurde von Leonhard Euler (1707–1783) und Johann Albert Eytelwein (1764–1848) entwickelt.

## Kontext

Euler-Eytelwein: Seilreibung

Wenn ein biegeweiches Seil einen Poller o. Ä. umschlingt und an einem Seilende mit der Kraft {\displaystyle \textstyle F_{z}} gezogen wird, so genügt das Halten des anderen Endes mit geringerer Kraft {\displaystyle \textstyle F_{h}}, um das Rutschen des Seils um den Poller zu verhindern. Denn längs des berührten Pollerumfangs entwickelt sich tangential eine Haftreibungskraft {\displaystyle \textstyle F_{HR}}, die das Halten unterstützt:
{\displaystyle {\begin{aligned}F_{z}&=F_{h}+F_{HR}\\\Leftrightarrow {\frac {F_{z}}{F_{h}}}&=\underbrace {1+{\frac {F_{HR}}{F_{h}}}} _{\geq 1}\\\Rightarrow F_{z}&\geq F_{h}\end{aligned}}}

## Die Formel
Für das Verhältnis von ziehender Kraft zu haltender Kraft gilt:
{\displaystyle {\frac {F_{z}}{F_{h}}}\leq e^{\mu _{H}\cdot \alpha }\Leftrightarrow F_{h}\geq e^{-\mu _{H}\cdot \alpha }\cdot F_{z}}
bzw. für die (maximale) Haftreibungskraft:
{\displaystyle \Leftrightarrow F_{HR}\leq (e^{\mu _{H}\cdot \alpha }-1)\cdot F_{h}}
mit
- der Eulerschen Zahl {\displaystyle e}
- dem Haftreibungskoeffizienten {\displaystyle \mu _{H}}
- dem Umschlingungswinkel {\displaystyle \alpha } (im Bogenmaß), den das Seil um den runden Gegenstand geschlungen ist.

Wenn das Seil auf dem runden Körper gleitet, ist der Haftreibungskoeffizient {\displaystyle \mu _{H}} durch den Gleitreibungskoeffizienten {\displaystyle \mu _{G}} zu ersetzen.
Es ist bemerkenswert, dass der Radius bzw. Durchmesser des umschlungenen Pollers nicht in die Berechnungsformel eingeht.
Die Formel lässt sich herleiten aus einem lokalen Kräftegleichgewicht in Radialrichtung an einem infinitesimalen Seilstück mit den Beziehungen für Haft- bzw. Gleitreibung (s. z. B. Treibscheibe #Herleitung der Treibfähigkeit).

## Auswirkung
Die Reibungskraft steigt anfangs schnell mit dem Umschlingungswinkel. So benötigt ein Stahlseil, welches über einen Schiffspoller ebenfalls aus Stahl gelegt wird {\displaystyle \left(\textstyle \mu _{H}\approx 0{,}15\right)}, zum Halten bestenfalls nur noch:
- bei einer vollständigen Umschlingung bzw. einem Törn {\displaystyle \left(\alpha =2\pi =360^{\circ }\right)}: {\displaystyle \textstyle F_{h}\approx } 40 % der Kraft {\displaystyle F_{z}=konst.}, die eine Bewegung bewirken will;
- bei drei vollständigen Umschlingungen bzw. zwei Rundtörns {\displaystyle \left(\alpha =6\pi =1080^{\circ }\right)}: {\displaystyle \textstyle F_{h}\approx } 5,9 % der Kraft {\displaystyle \textstyle F_{z}},

den Rest besorgt jeweils die Haftreibung.

## Anwendungen und Beispiele
- Riementrieb, Förderband
- mechanischer Freilauf
- Bandbremse
- Schifffahrt: Winsch, Spill
- Klettern: Umlenkung eines Kletterseils an einem Fixpunkt, Seilzug, Bremswiderstand (Bergsport).